# Medal za Warszawę 1939–1945

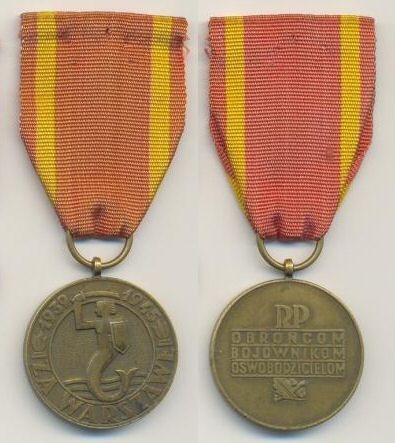
Medal za Warszawę

Medal za Warszawę 1939–1945 – polskie państwowe odznaczenie wojskowe.

## Historia
Medal za Warszawę 1939–1945 został ustanowiony dekretem Rady Ministrów z dnia 21 listopada 1945 roku: „w celu upamiętnienia bohaterskiej historii Warszawy w wojnie z hitlerowskim najeźdźcą, historii żołnierza, który bronił Stolicy we wrześniu 1939 roku, walczył nieugięcie w okresie okupacji i ginął ofiarnie w tragicznym powstaniu, a także celem upamiętnienia zwycięskiego wyzwolenia Warszawy przez Odrodzone Wojsko Polskie w sojuszu z Armią Czerwoną oraz celem nagrodzenia uczestników tych walk o Stolicę”
Medal był nadawany jednorazowo osobom biorącym czynny udział w obronie Warszawy w 1939 roku, uczestnikom walk ruchu oporu w latach 1939–1945, uczestnikom powstania warszawskiego i żołnierzom biorącym udział w wyzwoleniu Warszawy w styczniu 1945 roku. Nadawał go Minister Obrony Narodowej w imieniu Krajowej Rady Narodowej.
Zgodnie z dekretem, Minister Obrony Narodowej powołał komisję, która stwierdzała prawo do odznaczenia. W 1946 roku minister na mocy zarządzenia przekazał prawo do nadawania medalu dowódcom okręgów wojskowych, dowódcom 1., 2., 3., 4. i 6. Dywizji Piechoty, dowódcy 1. Warszawskiej Dywizji Kawalerii oraz Zarządowi Głównemu Związku Bojowników o Wolność i Demokrację.
Medal został następnie ujęty w polskim systemie odznaczeń ustawą z dnia 17 lutego 1960 o orderach i odznaczeniach. Od 1958 roku prawo do nadawania medalu otrzymała Rada Państwa, a po 1989 roku Prezydent RP.
Łącznie do 1989 roku odznaczono 131 361 osób, a w latach 1993–1999 jeszcze 4 476 osób. Łącznie 135 837 osób.
Ustawą z 16 października 1992 roku nadawanie medalu uznano za zakończone z dniem 8 maja 1999.

## Opis oznaki
Oznaką Medalu za Warszawę 1939–1945 zgodnie z dekretem był krążek o średnicy 33 mm, patynowany na jasny brąz. Na awersie medalu w środku wytłoczony jest wizerunek syreny z tarczą i mieczem (z herbu Warszawy), w dolnej części znajdowały się trzy ażurowe fale. Wizerunek Syreny jest otoczony pierścieniem, na którym w dolnej części jest umieszczony napis ZA WARSZAWĘ, a w górnej części oddzielonej od dolnej zniczami umieszczone są daty: 1939 – 1945, pomiędzy którymi znajduje się miecz Syreny. Rewers medalu był gładki, bez rysunku i napisów. W 1946 roku zmieniono tę odznakę, gdyż już w 1947 roku nadawano medal w zmienionej formie, różniła się ona od opisanej w dekrecie w ten sposób, że na awersie nie ma już ażurowych fal, a jedynie jest ich rysunek. Natomiast na rewersie medalu umieszczono napis w czterech wierszach oddzielonych poziomymi liniami: RP / OBROŃCOM / BOJOWNIKOM / OSWOBODZICIELOM, a pod nim dwa liście dębowe. W takiej formie medal został opisany następnie w uchwale Rady Państwa z 29 lutego 1960. Odznaka została zaprojektowana przez Stanisława Łozę i Stanisława Gepnera.
Wstążka medalu była szerokości 35 mm, koloru czerwonego z dwoma żółtymi paskami o szerokości 4 mm, umieszczonych w odległości 2 mm od brzegu.
Medal za Warszawę 1939–1945 w kolejności polskich odznaczeń noszono po Brązowym Medalu „Zasłużonym na Polu Chwały”, następnie także po ustanowionych później Medalu 30-lecia Polski Ludowej oraz Medalu 40-lecia Polski Ludowej.